# Mount Pulag
Mount Pulag (of ook wel Mount Pulog) is de op een na hoogste berg in de Filipijnen en de hoogste berg van Luzon. De berg maakt deel uit van de bergketen Cordillera Central en ligt precies op het punt waar de provincies Benguet, Ifugao en Nueva Vizcaya samenkomen. Mount Pulag wordt door de oorspronkelijke bevolking van Benguet beschouwd als een heilige plaats.
Een groot deel van de berg werd op 20 februari 1987 middels Proclamatie nr. 75 uitgeroepen tot een nationaal park. In Mount Pulag National Park komen zeker 528 plantensoorten voor. Enkele bijzondere soorten zijn de Yushania niitakayamensis en de Pinus insularis. Ook de fauna is er bijzonder divers. Zo komen er 33 verschillende vogelsoorten voor en diverse bedreigde zoogdieren, zoals de Filipijnse sambar en Crateromys schadenbergi. In 2008 werd zelfs een exemplaar van Carpomys melanurus gevonden; dat was de eerste vondst van dit zeldzame knaagdier in 112 jaar.
Het klimaat van Mount Pulag is tropisch met veel neerslag het hele jaar door. Gemiddeld valt op de berg 4489 mm regen per jaar, waarbij de maand augustus de natste is met gemiddeld 1135 mm regen per jaar. Rond januari en februari zijn vorst en natte sneeuw ook mogelijk. 